# Hedwig Wilms
Hedwig Wilms (* 21. April 1874 in Hückeswagen; † 10. August 1915 in Berlin) war eine deutsche Textilkünstlerin der Art brut.

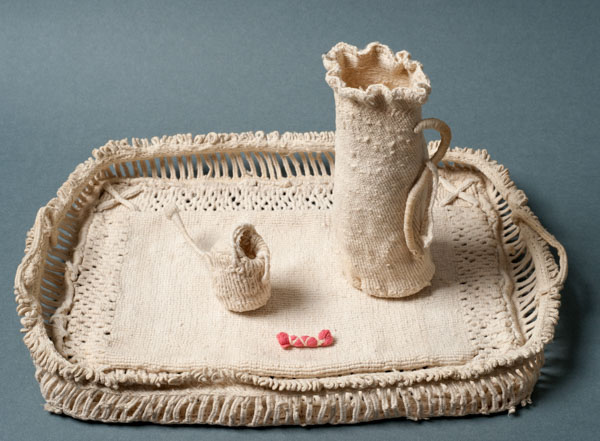
Das Kännchen von Hedwig Wilms

## Leben
Hedwig Wilms wurde in Hückeswagen als Tochter des Fabrikdirektors Gustav Wilms geboren. Um 1892 zog die Familie vermutlich nach Bayern. Wilms erlernte den Beruf einer Schneiderin und arbeitete als Direktrice. Ab 1897 lebte sie in Berlin. Eine neue Anstellung trat sie im September 1912 an. Jedoch musste sie nach kurzer Zeit bereits stationär durch einen Kardiologen behandelt werden. Sie fühlte sich matt und krank. Die weitere Betreuung übernahm ihre Schwester in Augsburg. Dort fing Wilms an, Stimmen zu hören und Gestalten zu sehen. Dies ängstigte sie sehr und sie wurde auf die psychiatrische Station des Krankenhauses in Augsburg eingewiesen. Die Ärzte versuchten zwischen Oktober und November 1912 ihr zu helfen, jedoch wurde sie in die Psychiatrische Anstalt Kaufbeuren verlegt und im März 1913 in die Anstalt Marburg. Wilms war sehr unruhig, aß und schlief schlecht, weinte und verkroch sich unter ihre Bettdecke. Ihre Abneigung gegen Essen wurde zunehmend heftiger und im April 1913 wurde sie per Sonde gefüttert. Danach schrie sie stundenlang.
Im Juli 1913 wurde sie zurück in ihren Wohnort Berlin in die Anstalt Buch verlegt. Sie wog zu dem Zeitpunkt 40 kg. Ende 1913 verweigerte sie die Nahrungsaufnahme vollständig und wurde von da an ständig per Sonde mit flüssiger Nahrung versorgt. Sie nahm das an, legte, wenn die Vorbereitungen getroffen wurden, ihre Handarbeit fort und sich zurecht. In ihrer Krankenakte wird bereits zuvor erwähnt, dass sie sich der Handarbeit widmete.
Die Versorgungslage der Patienten verschlechterte sich durch den Ersten Weltkrieg zunehmend. Viele starben in den Heil- und Pflegeanstalten an Hunger. Hedwig Wilms verlor ab Februar 1915 weiter an Gewicht. Sie wurde immer fragiler, unglücklich, weinte und klagte. Sie starb am 10. August 1915 in der Anstalt Buch und wog zu diesem Zeitpunkt noch 29 kg.

## Werk
Nachdem sie in Marburg Fäden aus ihren Pantoffeln gerissen hatte und diese zu Figuren ausgelegt hatte, begann sie in Berlin aus den Fäden Alltagsgegenstände zu gestalten. Sie zerrupfte Lappen, die ihr zu dem Zweck gegeben wurden, oder auch ihre Kleidung, verzwirbelte diese Fäden neu und knüpfte aus dem Garn Deckchen, Körbchen und andere Dinge. Dies machte sie per Hand, ohne die Benutzung von Hilfsmitteln. Sie wandte eine spezielle Knüpftechnik an, die in England und Frankreich im 18. Jahrhundert üblich war „Knotting“, auch „Faire des Noeuds“.
Für die Sammlung Prinzhorn wählte die Anstaltsleitung drei Objekte aus: ein Tablett, ein Gieß- oder Ölkännchen mit langer Tülle und einen Henkelkrug. Es ist nicht bekannt, ob diese Teile ein Ensemble gebildet haben oder Einzelobjekte waren, denn Wilms schwieg beharrlich. Auch ist nicht geklärt, welches Material sie mit ihrem hellen Garn nachgeahmt hat. Es kann Porzellan, aber auch Silber oder Emaille gewesen sein. Ein viertes Objekt fand sich Jahre später in dem Krug. Weder die Ärzte in Berlin, noch Hans Prinzhorn in Heidelberg hatten es gesehen. Es handelte sich um ein kleines Garnknäuel, sorgfältig aus leuchtend rosafarbene Wolle kreuzweise mit hellem Faden umwickelt. Es lag in einem Nest aus Fäden und blieb lange Zeit verborgen.

## Ausstellungen
- „Vergissmeinnicht“. Einblicke ins Anstaltsleben um 1900, Sammlung Prinzhorn, 2010[3]
- Das Wunder in der Schuheinlegesohle, Sammlung Prinzhorn, Heidelberg, 2015[4]
- Ausstellung von Psychatrieinsassen: Kreativbombe, Sammlung Prinzhorn, Berlin, 2015[5]
- Flying High, Kunstforum Wien in Wien, 2019[6]